# Willem Marinus van Rossum
Willem Marinus van Rossum C.S.S.R. (ur. 3 września 1854 w Zwolle, zm. 30 sierpnia 1932 w Maastricht) – holenderski duchowny katolicki, kardynał i prefekt Kongregacji Rozkrzewiania Wiary w latach 1918–1932.

## Życiorys
Ukończył niższe seminarium w Culemborg, a następnie wstąpił do zakonu redemptorystów. Święcenia kapłańskie otrzymał w 1879. Został wykładowcą łaciny i retoryki w Roermond. W latach 1883–1892 profesor dogmatyki w seminarium w Wittem. Przez krótki czas był nawet rektorem.
W 1895 wyruszył do Rzymu, gdzie miał być członkiem komisji przygotowującej nowy Kodeks Prawa Kanonicznego. Zamieszkał w siedzibie redemptorystów. 27 listopada 1911 otrzymał kapelusz kardynalski z rąk Piusa X z tytułem diakona San Cesareo in Palatio. Był pierwszym Holendrem od czasów reformacji podniesionym do rangi kardynalskiej. Był papieskim legatem na Kongres Eucharystyczny w Wiedniu w 1912. Przewodniczący Papieskiej Komisji Biblijnej od 1914 roku. 6 grudnia 1915 został podniesiony do rangi kardynała prezbitera, z nadaniem mu tytuł Santa Croce in Gerusalemme.
12 marca 1918 został prefektem Kongregacji Rozkrzewiania Wiary. Urząd ten pełnił aż do śmierci. Po tej nominacji przyjął święcenia biskupie. Sakry udzielił sam papież Benedykt XV. Brał udział w konklawe 1914 i 1922. Po powrocie z Danii, poczuł się źle i zmarł w szpitalu w Maastricht. Pochowany został w Wittem.